# Dermot Kennedy

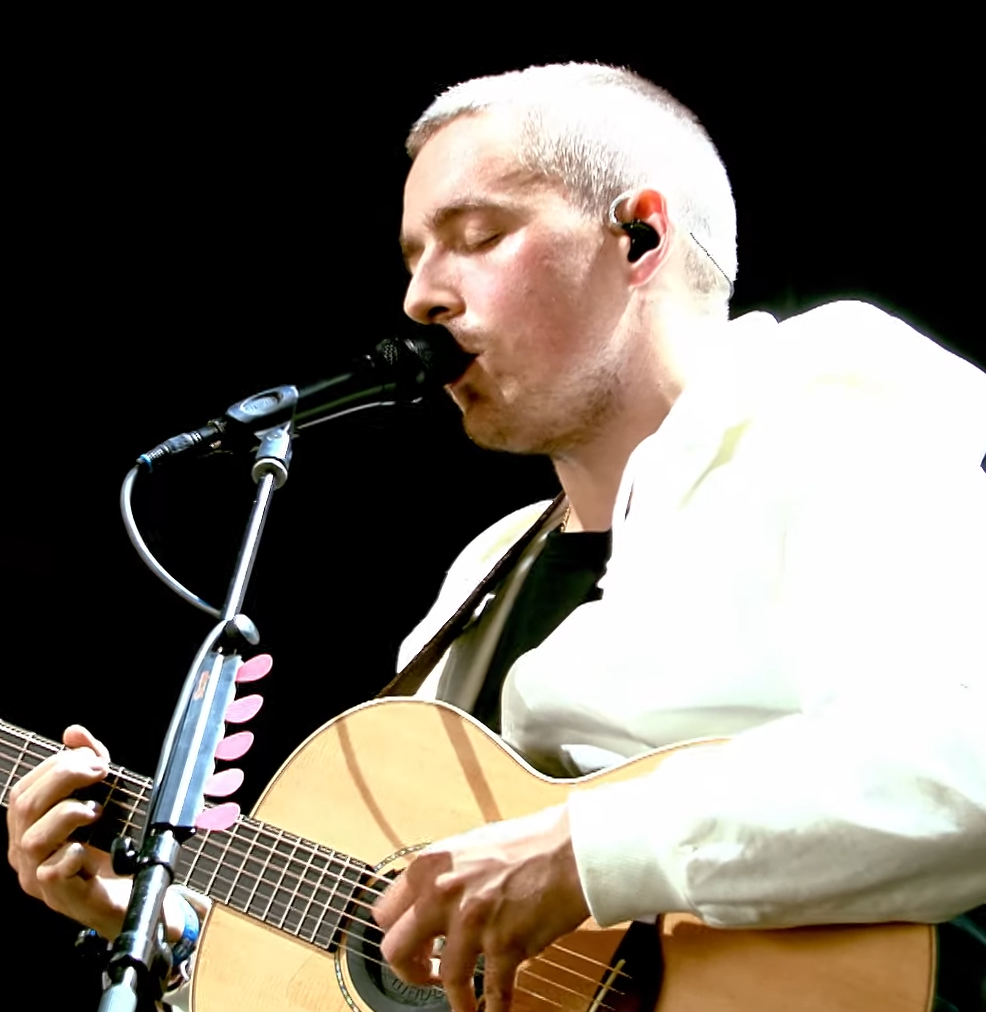
Dermot Kennedy (2019)

Dermot Joseph Kennedy (* 13. Dezember 1991 in Tallaght, Dublin) ist ein irischer Singer-Songwriter.

## Leben
Kennedy wuchs in der Kleinstadt Rathcoole auf, einem Vorort von Dublin, etwa 15 km vom Stadtzentrum Dublins entfernt. Bereits mit 10 Jahren lernte er Gitarre, begann aber erst mit 17 Jahren die Musik ernst zu nehmen. Seine Eltern unterstützten ihn in seinem Wunsch eine musikalische Karriere zu starten und fuhren ihn zu Auftritten in Dublin und Umgebung. Für einige Semester studierte er klassische Musik.
Seine musikalische Karriere begann zunächst auf lokaler Basis. Er gewann einen Songwritercontest in Dublin, der ihn in der Underground-Szene der Stadt bekannt machte und durfte für Glen Hansard auftreten.
2016 begann er seine Präsenz auf Spotify auszubauen, wo er nicht nur als Solokünstler, sondern auch mit seiner damaligen Band Shadows and Dust aktiv war. Dabei brachte er es auf über 300 Millionen Streams. 2017 wurde er schließlich von Interscope unter Vertrag genommen. Im gleichen Jahr erschien seine EP Doves and Ravens im Eigenvertrieb.
2017 und 2018 tourte er durch die Vereinigten Staaten, Australien und Europa. Unter anderem trat er auf dem Bonnaroo Music Festival 2017, dem Lollapalooza, dem SXSW Film Festival und dem Austin City Limits Music Festival auf.
2018 erschien die von Mike Dean produzierte EP Mike Dean Presents: Dermot Kennedy. 2019 gelangte seine Single Power Over Me in die deutschen, österreichischen, schweizerischen und irischen Charts. Zeitgleich veröffentlichte er eine selbstbetitelte Kompilation seiner bisher veröffentlichten Songs.
Am 4. Oktober 2019 erschien sein Debüt-Album Without Fear mit den Singles Outnumbered und Power Over Me, an das seine internationale Herbsttour anschloss.

## Musikstil
Nach dem Beginn mit Singer-Songwriter-Musik mit Akustik-Gitarre, sind seine späteren Veröffentlichungen auch von der Hip-Hop-Szene geprägt. So verwendet er Gitarren- und Klavier-Patterns mit Trap- und elektronischen Arrangements. Die Texte erinnern an Poeten wie Black Ice oder Rapper wie Jay-Z und J. Cole. Dermot Kennedys Stimme wurde mit der anderer Singer-Songwriter wie Rag ’n’ Bone Man und Welshly Arms verglichen, sie sei jedoch weicher und emotionaler.

## Diskografie
Studioalben

| Jahr | Titel Musiklabel                                                    | Höchstplatzierung, Gesamtwochen, AuszeichnungChartplatzierungen (Jahr, Titel, Musiklabel, Platzierungen, Wochen, Auszeichnungen, Anmerkungen) | Höchstplatzierung, Gesamtwochen, AuszeichnungChartplatzierungen (Jahr, Titel, Musiklabel, Platzierungen, Wochen, Auszeichnungen, Anmerkungen) | Höchstplatzierung, Gesamtwochen, AuszeichnungChartplatzierungen (Jahr, Titel, Musiklabel, Platzierungen, Wochen, Auszeichnungen, Anmerkungen) | Höchstplatzierung, Gesamtwochen, AuszeichnungChartplatzierungen (Jahr, Titel, Musiklabel, Platzierungen, Wochen, Auszeichnungen, Anmerkungen) | Höchstplatzierung, Gesamtwochen, AuszeichnungChartplatzierungen (Jahr, Titel, Musiklabel, Platzierungen, Wochen, Auszeichnungen, Anmerkungen) | Höchstplatzierung, Gesamtwochen, AuszeichnungChartplatzierungen (Jahr, Titel, Musiklabel, Platzierungen, Wochen, Auszeichnungen, Anmerkungen) | Anmerkungen                                                | [↑]: gemeinsam behandelt mit vorhergehendem Eintrag; [←]: in beiden Charts platziert |
| Jahr | Titel Musiklabel                                                    | DE | AT | CH | UK | US | IE | Anmerkungen                                                |                                                                                      |
| ---- | ------------------------------------------------------------------- | --- | --- | --- | --- | --- | --- | ---------------------------------------------------------- | ------------------------------------------------------------------------------------ |
| 2019 | Without Fear Island Records (UMG)                                   | DE11 (4 Wo.)DE | AT33 (1 Wo.)AT | CH18 Platin · (5 Wo.)CH | UK1 Platin · (125 Wo.)UK | US18 (2 Wo.)US | IE1 (236 Wo.)IE | Erstveröffentlichung: 4. Oktober 2019 Verkäufe: + 427.500  |                                                                                      |
| 2022 | Sonder Island Records (UMG)                                         | DE22 (3 Wo.)DE | AT28 (3 Wo.)AT | CH18 (3 Wo.)CH | UK1 Gold · (13 Wo.)UK | US74 (1 Wo.)US | IE1 (75 Wo.)IE | Erstveröffentlichung: 4. November 2022 Verkäufe: + 140.000 |                                                                                      |
| 2023 | Sonder 2023 Island Records (UMG)[DE: ↑][AT: ↑][CH: ↑][UK: ↑][US: ↑] | DE22 (3 Wo.)DE | AT28 (3 Wo.)AT | CH18 (3 Wo.)CH | UK1 Gold · (13 Wo.)UK | US74 (1 Wo.)US | IE32 (1 Wo.)IE | Neuauflage: 2. Juni 2023                                   |                                                                                      |